# Пистичи Скало (Матера)
Пистичи Скало (итал. Pisticci Scalo) је насеље у Италији у округу Матера, региону Базиликата.
Према процени из 2011. у насељу је живело 518 становника. Насеље се налази на надморској висини од 56 м.